# Maria Chrostek

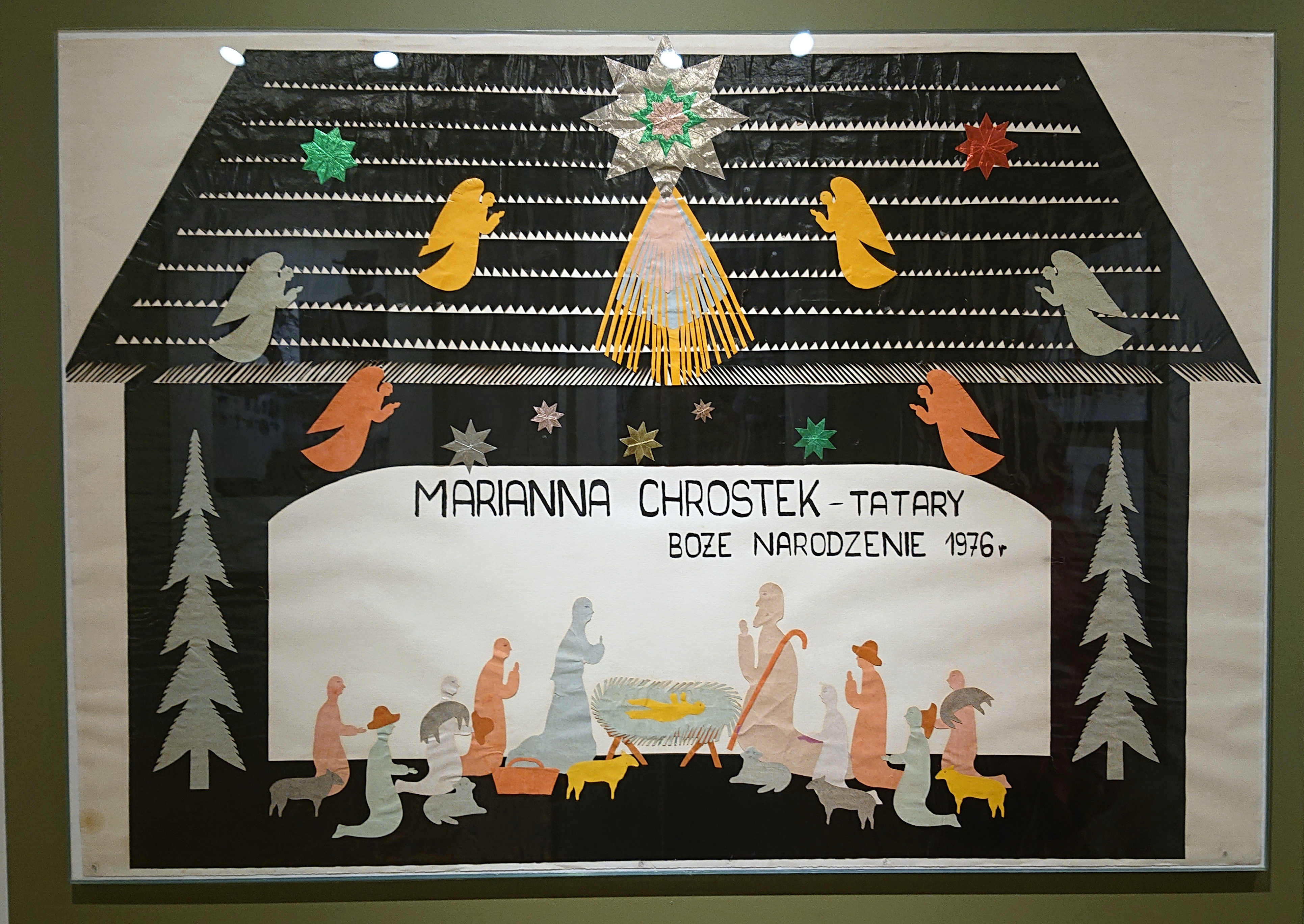
Wycinanka Marii Chrostek na wystawie w Muzeum Kultury Kurpiowskiej w Ostrołęce

Maria Chrostek (ur. 26 listopada 1935 w Tatarach) – wycinankarka, pisankarka i twórczyni plastyki obrzędowej z Puszczy Zielonej, laureatka Nagrody im. Oskara Kolberga.

## Życiorys
Jest córką Stefanii z Mrozków i Stanisława Konopków. Pochodzi z rodziny o silnych tradycjach w zakresie twórczości ludowej. W młodości pomagała rodzicom w gospodarstwie. Po zamążpójściu (1955) pracowała w gospodarstwie rolnym. Urodziła dwie córki i syna Kazimierza.
Jest wycinankarką. Pierwsze wycinanki wykonywała pod okiem matki. Uczyła się też pod okiem ciotki Czesławy Konopkówny. Jako pełnoletnia rozpoczęła współpracę ze Spółdzielnią Rękodzieła Ludowego i Artystycznego „Kurpianka” w Kadzidle. Wycina „gwiazdy”, „leluje” i ptaki. Przekazała umiejętności córkom Wiesławie Bogdańskiej oraz Janinie Jaksinie.
Wykonuje tradycyjne palmy wielkanocne, bukiety z bibuły, zabawki choinkowe, pisanki oraz kierce z grochu, fasoli i słomy oraz pająki z piórek. Piecze pieczywo obrzędowe – byśki i nowe latka. Do 1964 chałupniczo tkała.
Od lat bierze udział w regionalnych, wojewódzkich i ogólnopolskich konkursach. Kulturę kurpiowską prezentowała i popularyzowała m.in. w Szwajcarii, Danii i Francji. Brała udział w Cepeliadach w Warszawie, Płocku, Krakowie i Gdańsku. Współpracuje z instytucjami kultury, placówkami oświatowymi i organizacjami pozarządowymi. Uczestniczy w warsztatach etnograficznych i pokazach. Współtworzyła Izbę Kurpiowską w Kadzidle, przekazując do niej swoje prace.
Jej prace można znaleźć w następujących placówkach: Muzeum Kultury Kurpiowskiej w Ostrołęce, Muzeum Północno-Mazowieckie w Łomży, Państwowe Muzeum Etnograficzne w Warszawie, Muzeum Etnograficzne im. Marii Znamierowskiej-Prüfferowej w Toruniu, Muzeum Mazowieckie w Płocku, Muzeum Narodowe w Poznaniu, Muzeum Etnograficzne im. Seweryna Udzieli w Krakowie, Muzeum Częstochowskie w Częstochowie, Izba Regionalna w Chudku, Wzorcownia Kurpiowska „Bursztynek” przy Centrum Kultury Kurpiowskiej w Kadzidle, Zagroda Kurpiowska w Kadzidle. Są również dostępne w galeriach sztuki ludowej, niektóre znajduje się w zbiorach prywatnych kolekcjonerów.

## Nagrody i odznaczenia
- 1983 – dyplom za twórcze kontynuowanie folkloru i jego popularyzację przyznany na XVII Festiwalu Folklorystycznym w Kazimierzu Dolnym
- 1984 – Nagroda Muzeum Okręgowego w Ostrołęce za pracę twórczą i społeczną
- 1986, 1997 – Odznaka „Zasłużony Działacz Kultury” nadana przez Ministerstwo Kultury i Sztuki
- 1997 – Odznaka „Za Zasługi Dla Województwa Ostrołęckiego”
- 2003 – Doroczna Nagroda Starosty Ostrołęckiego[5]
- 2008 – Nagroda Wójta Gminy Kadzidło
- 2010 – Medal Pamiątkowy Marszałka Województwa Mazowieckiego „Pro Mazovia”[6]
- 2011 – Nagroda Prezesa Związku Kurpiów „Kurpik 2010” w kategorii Twórczość ludowa[7]
- 2011 – Talar Kurpiowski
- 2013 – Odznaka honorowa „Zasłużony dla Kultury Polskiej” nadana przez Ministra Kultury i Dziedzictwa Narodowego
- 2014 – Medal „Zasłużony dla CEPELII”, Dyplom Honorowy za zasługi dla zachowania dorobku kultury polskiej przyznany z okazji jubileuszu 65-lecia Cepelii.
- 2016 – Nagroda im. Oskara Kolberga[3].